# Solberga, Stockholm
Solberga uttal (fil) är en stadsdel i Söderort inom Stockholms kommun och är den del av Hägersten-Älvsjö stadsdelsområde. Stadsdelens huvudsakliga bostadsbebyggelse utgör ett exempel på folkhemsarkitekturens lågmälta förortsbebyggelse tillkommen på 1950-talet och formgiven av välkända arkitekter.

## Historik

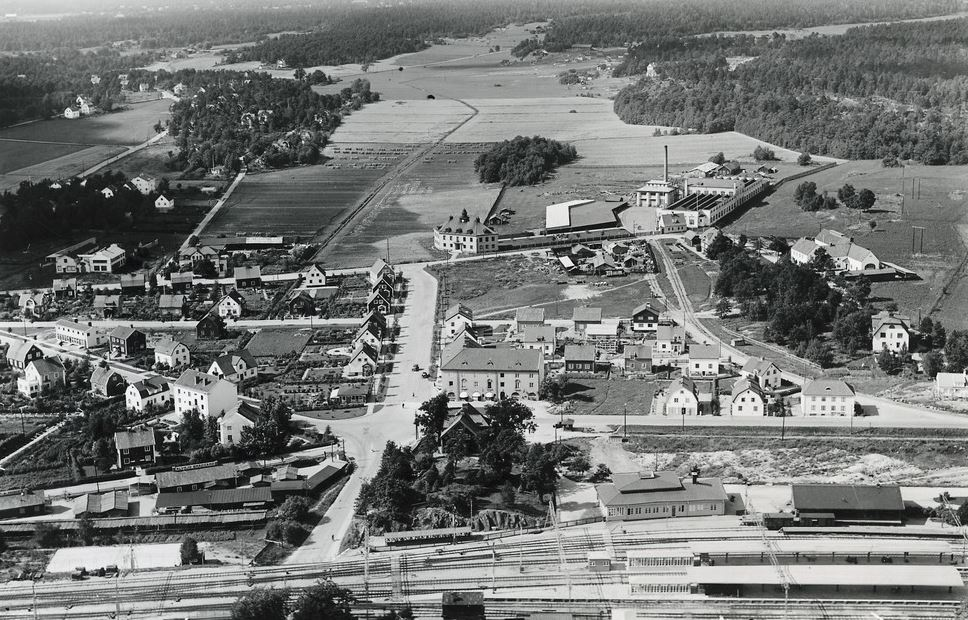
Solberga på 1930-talet. I bildmitt syns Älvsjövägen som då slutade vid Klockhuset och LM Ericssons kabelverk.

Solberga är i äldsta tid namnet på det berg som ligger i Solbergaskogen. Berget har en hög brant mot söder, saknar träd högst upp och är ofta solbelyst. På 1600-talet fick det ge namn åt Solberga prästgård som tillhörde Brännkyrka socken. Marken tillhörde Västberga gård och i mitten av 1930-talet förvärvades större delen av Stockholms stad. L.M. Ericssons fabriksområde började uppföras redan 1916 och har sedan dess utökats ett antal gånger. De stora gula tegelbyggnaderna tillkom på 1950-talets mitt och ritades av arkitekt Ture Wennerholm. Det gamla industriområdet omvandlas sedan 2016 till ett nytt bostadsområde kallad Älvsjöstaden.
En av de första byggnader som uppfördes i nuvarande Solberga var Doktorsvillan, även kallad Villa Elfhem vid Götalandsvägen 224. Huset byggdes 1904 på mark som ursprungligen tillhörde Älvsjö gård. Under ett par år på 1910-talet användes huset som bostad åt stationsinspektoren vid Älvsjö station. Intill Doktorsvillan återuppbyggdes 1986 Lerkrogen, en gång ett värdshus vid Göta landsväg nära Brännkyrka kyrka och idag hemvist för bland annat Brännkyrka hembygdsförening.
Till stadsdelens äldre bebyggelse räknas det så kallade Klockhuset från 1918 i hörnet Älvsjövägen / Götalandsvägen. Ursprungligen uppfördes huset efter ritningar av arkitekt Ivar Callmander och var huvudbyggnad för AB Stockholmstelefons kabelfabrik. Idag ingår byggnaden i en konferensanläggning. Från 1925 härrör Klingska huset i hörnet Älvsjövägen / Johan Skyttes väg, byggt av August Kling efter ritningar av arkitekt J.V. Söderström. Det stadsmässigt gestaltade flerbostadshuset är det äldsta bevarade hyreshuset i Solberga. Enligt Brännkyrka hembygdsförening är det "Söderorts mest distinkta hus" inspirerat av innerstadens 1920-talsklassicism.
Den första stadsplanen för Solberga ritades när marken köptes från Västberga gård i mitten av 1930-talet och omfattade småstugeområdet i nordväst. Den första stadsplanen för Älvsjös del, som sedan 1944 ingår i Solberga, upprättades 1921 av stadsplanearkitekten Per Olof Hallman. 1945 bildades stadsdelen utbruten ur stadsdelen Älvsjö.

### Historiska bilder

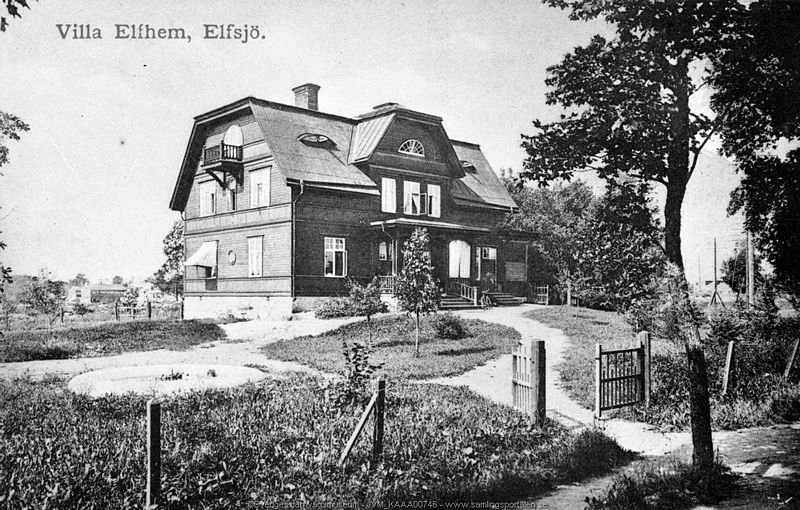
"Villa Elfhem" eller "Doktorsvillan", Solbergas äldsta bevarade villa, 1905.
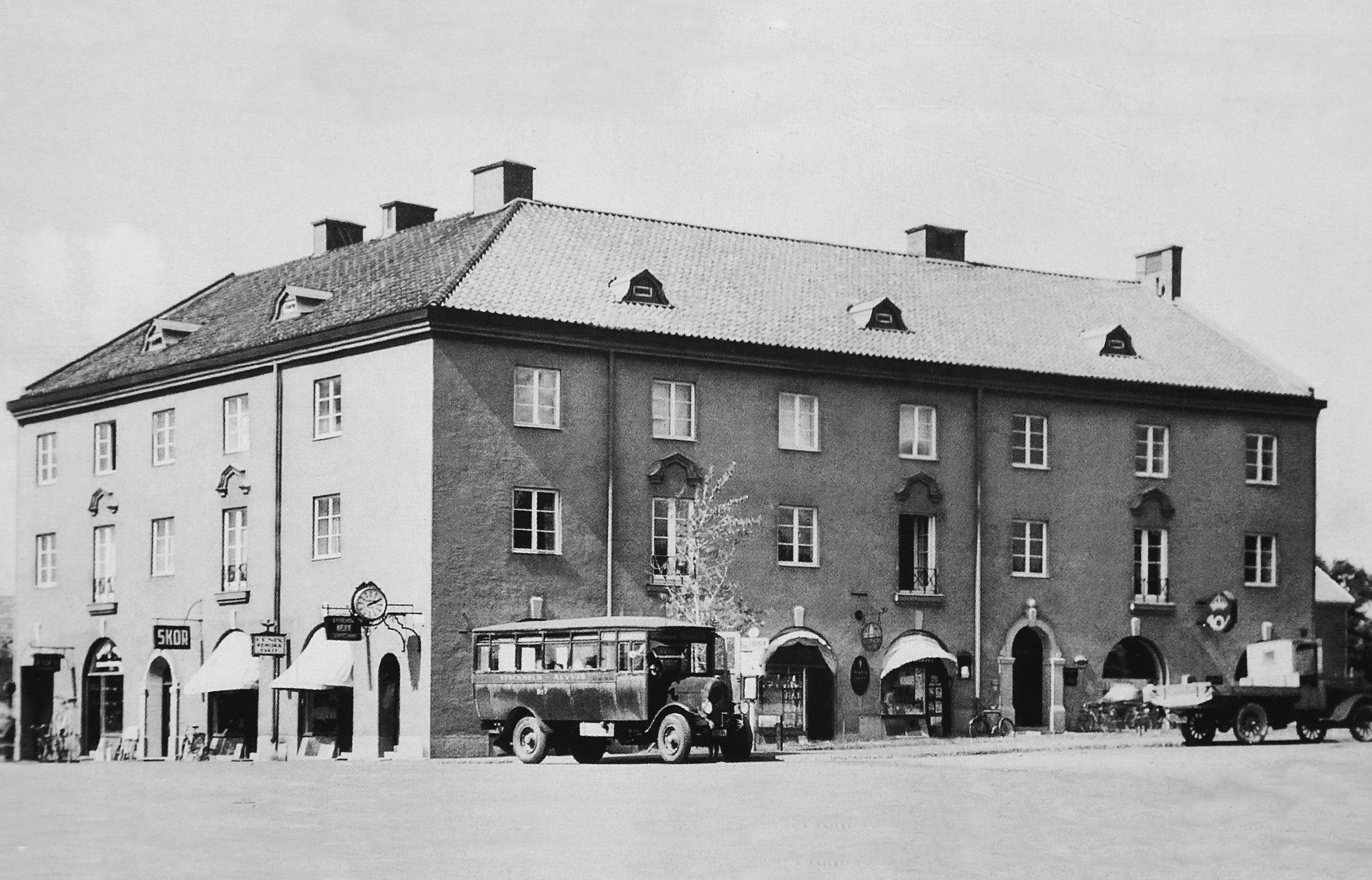
"Klingska huset", Solbergas äldsta bevarade hyreshus, 1930-tal.
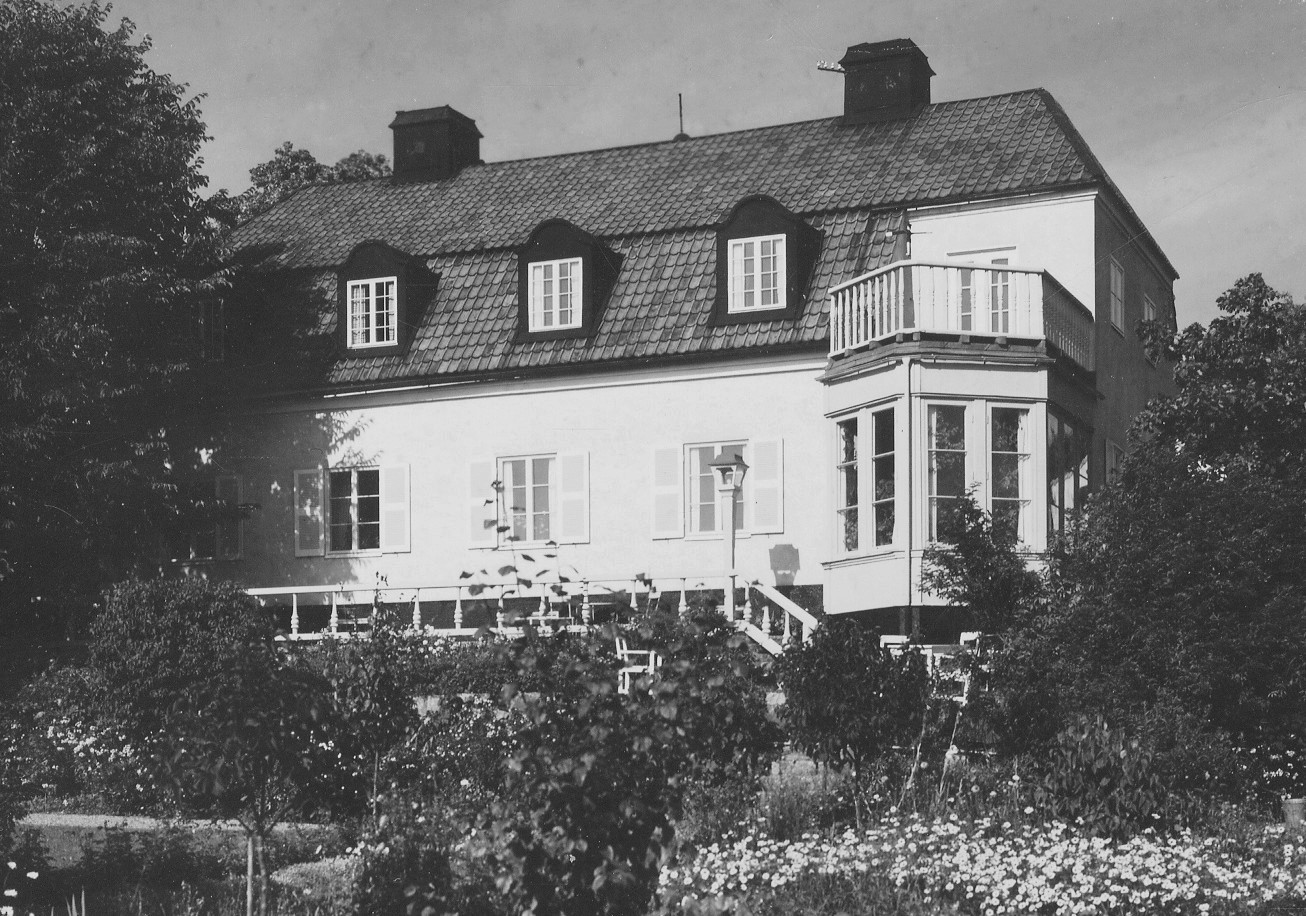
Solberga prästgård 1949.
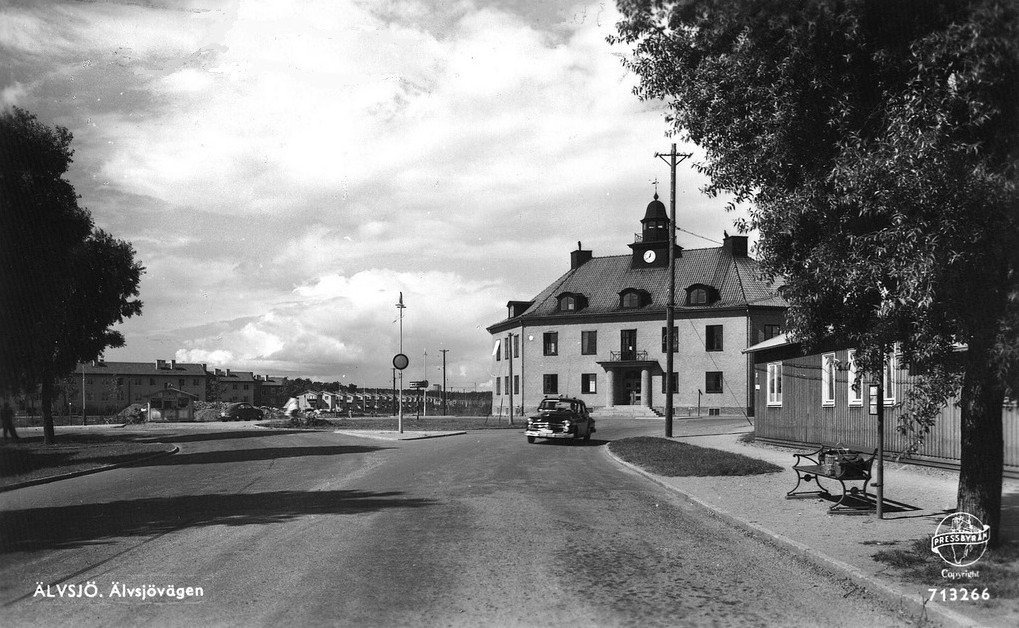
"Klockhuset", 1950-tal.

## Nyare tid

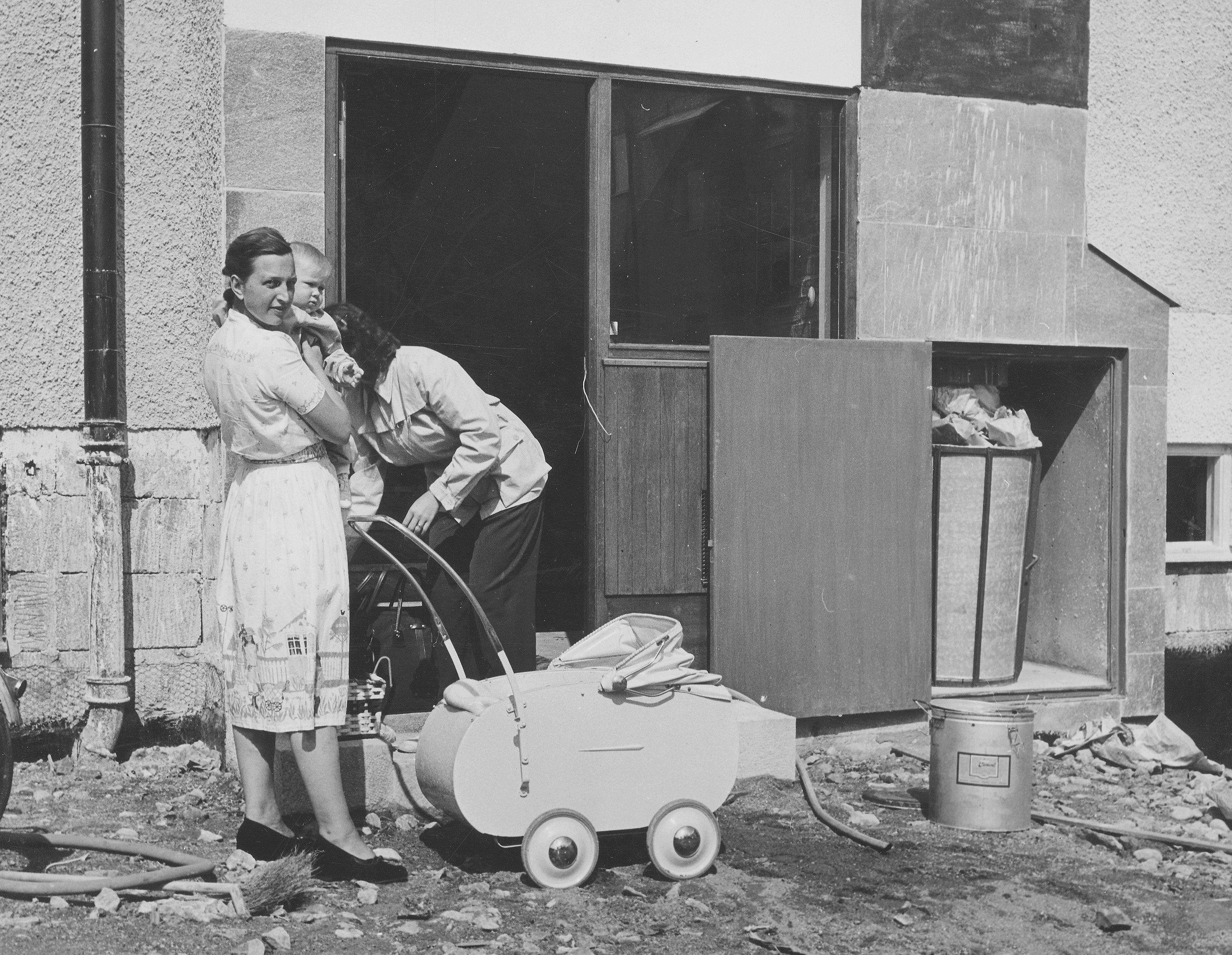
Nybyggare vid Kristallvägen 1952.

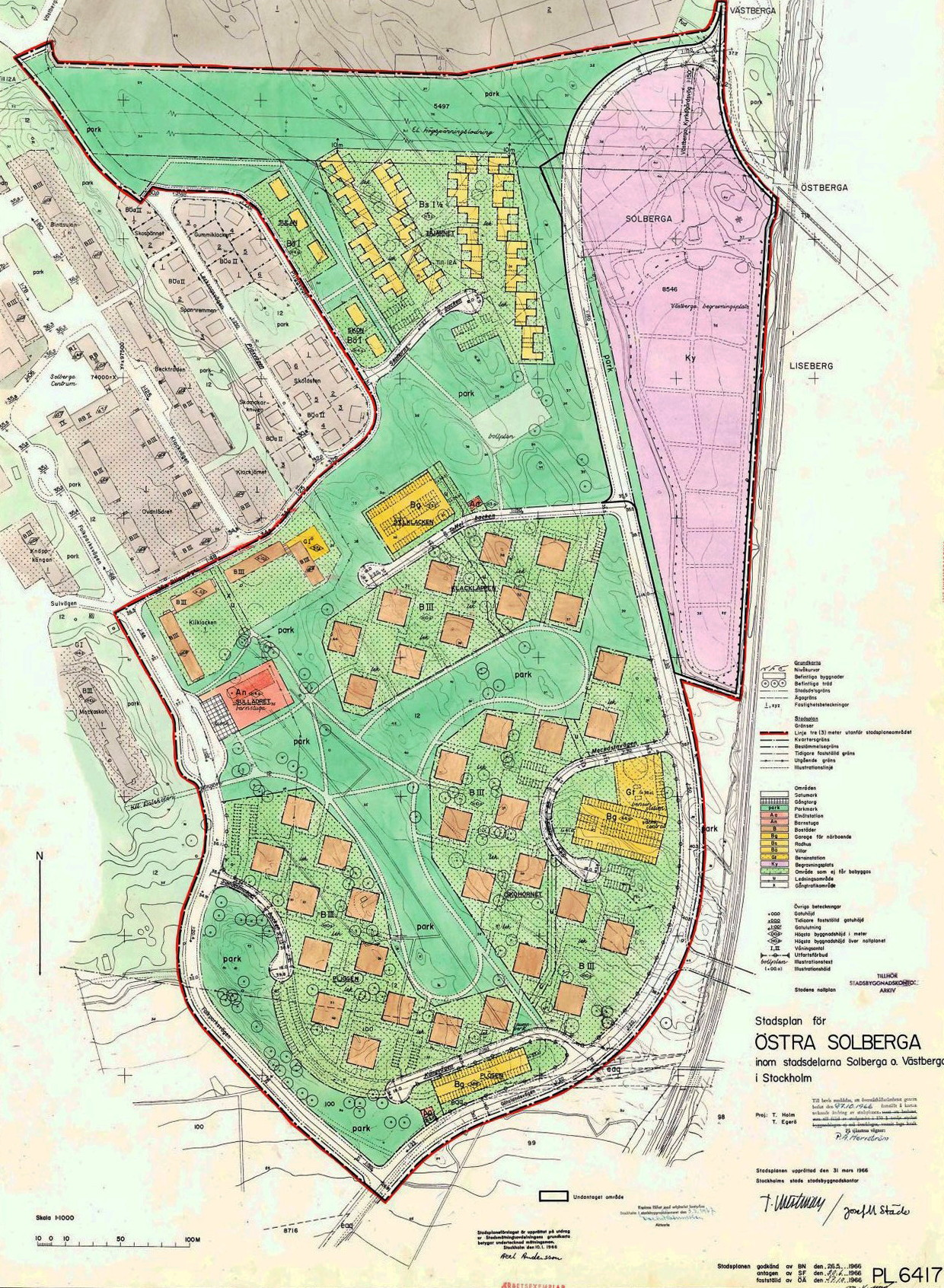
Stadsplan för "Östra Solberga" från 1966.

Efter andra världskriget bebyggts Solberga med villor och under perioden 1950–1953 med hyreshus ritade av bland andra Backström & Reinius. 1951 öppnade Solbergaskolan i norra Solberga och 1952 Kämpetorpsskolan i södra Solberga, båda ritade av Paul Hedqvist. I kvarteren Broschen och Nipperskrinet, hörnet Juvelerarvägen / Älvsjövägen, byggdes mellan 1955 och 1960 en liten centrumanläggning med bank, restauranger och butiker efter ritningar av arkitekttrion Ancker-Gate-Lindegren.
År 1969 invigdes bostadsområdet "Apelsinlunden", 34 punkthus i orange-röda färgnyanser som ritades av arkitekt Lars Bryde. Dessa hus är en del av miljonprogrammet, och de tillkom i samband med att Solbergas huvudgata, Folkparksvägen, förlängdes söderut. Denna gata hade tidigare tagit slut i höjd med Klacktorget. I samband med vägförlängningen omdirigerades Solbergas bussförbindelse och SL-buss 142, som tidigare trafikerat sträckan Solberga–Norra Bantorget, började nu trafikera sträckan Telefonplan–Älvsjö. 
I mitten av 1980-talet tillkom en hel del lägenheter på det gamla prästgårdsgärdet intill Älvsjö station, och sedan 2004 pågår en förtätning av hela Solberga-området med ett tillskott på 500–600 bostadsrätter, som ett komplement till det stora existerande beståndet av främst hyreslägenheter. Projektering av en ordentlig cykelväg mellan Telefonplan och Älvsjö har inletts, och under 2005 genomfördes en sträckningsutredning för att eventuellt förbereda för snabbspårväg längs samma sträcka.
Solberga kännetecknas särskilt av att det har tre olika centrum: Kristalltorget, Klacktorget och Älvsjö stationsplan. De tre centrumen förbinds sinsemellan av Folkparksvägen och Götalandsvägen.
Stockholms kommun anser att Älvsjö stationsplan på grund av sitt centrala och kollektivtrafiknära läge lämpar sig för bostads- och kontorsbebyggelse. I ett första steg omgestaltas Älvsjö torg med flera nya stadskvarter, ett nytt cykelparkeringshus och utökad service, med planerat färdigställande 2014.

## Bilder, byggnader (urval)

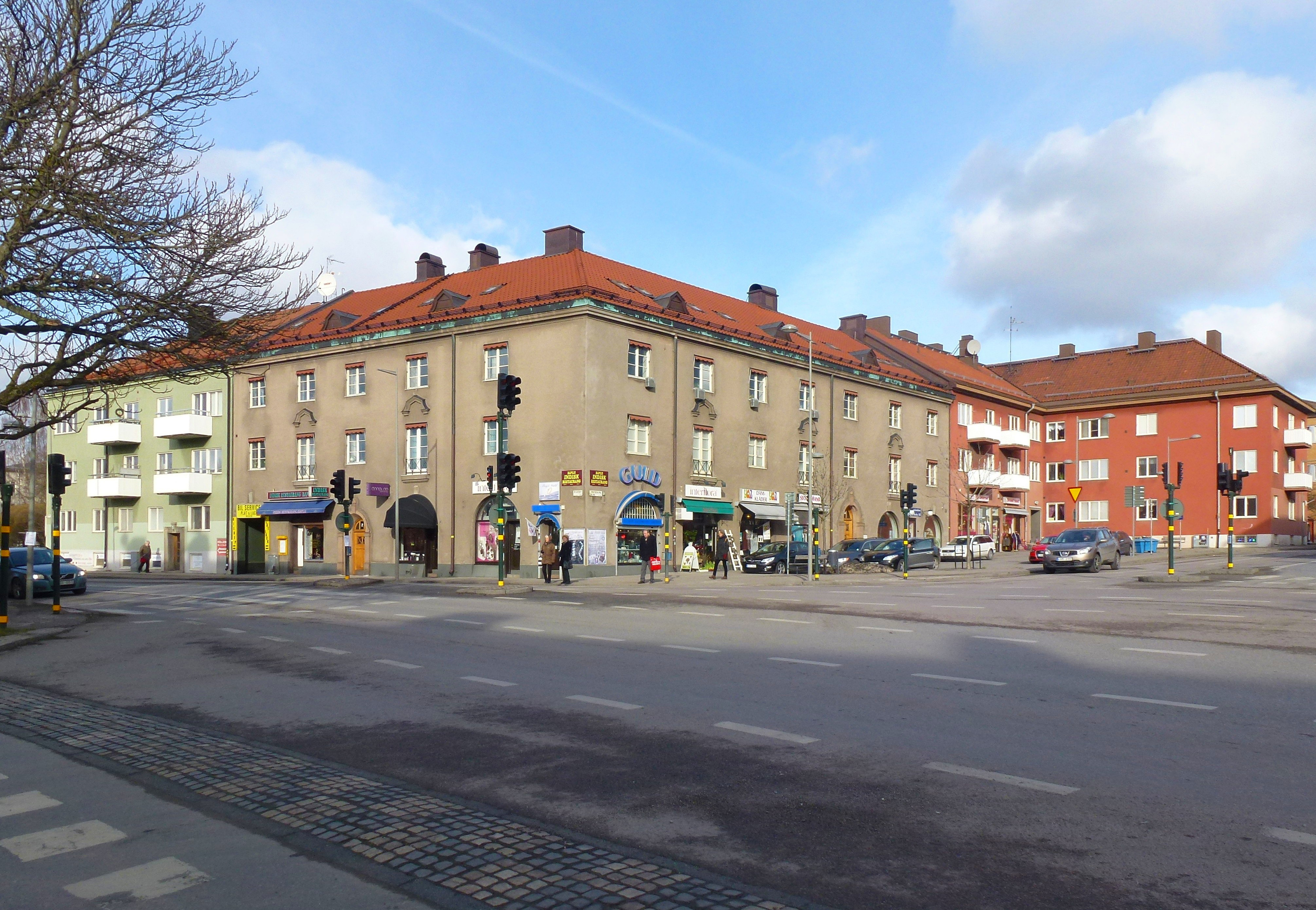
Klingska huset från 1925.
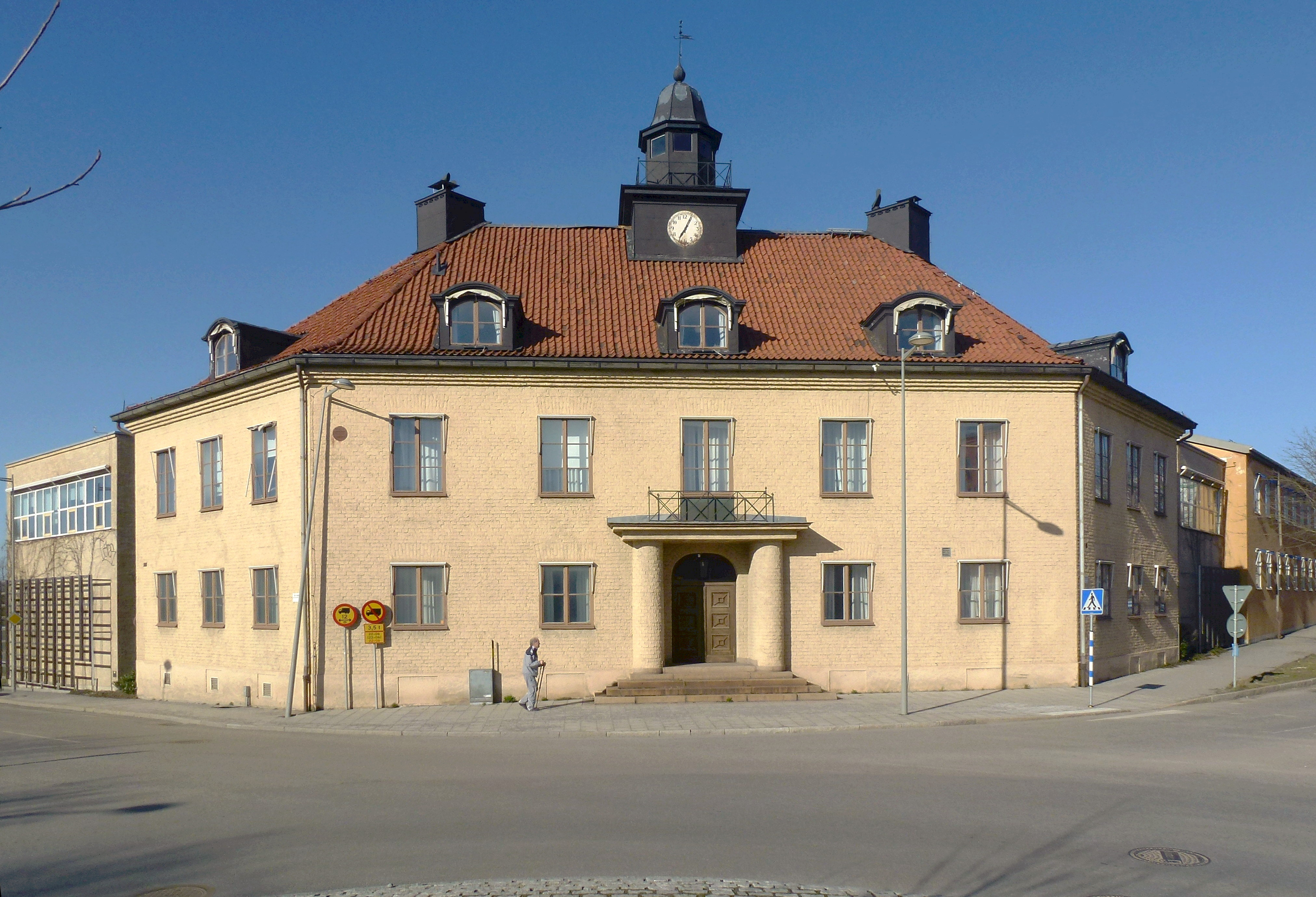
Klockhuset från 1918, arkitekt Ivar Callmander.
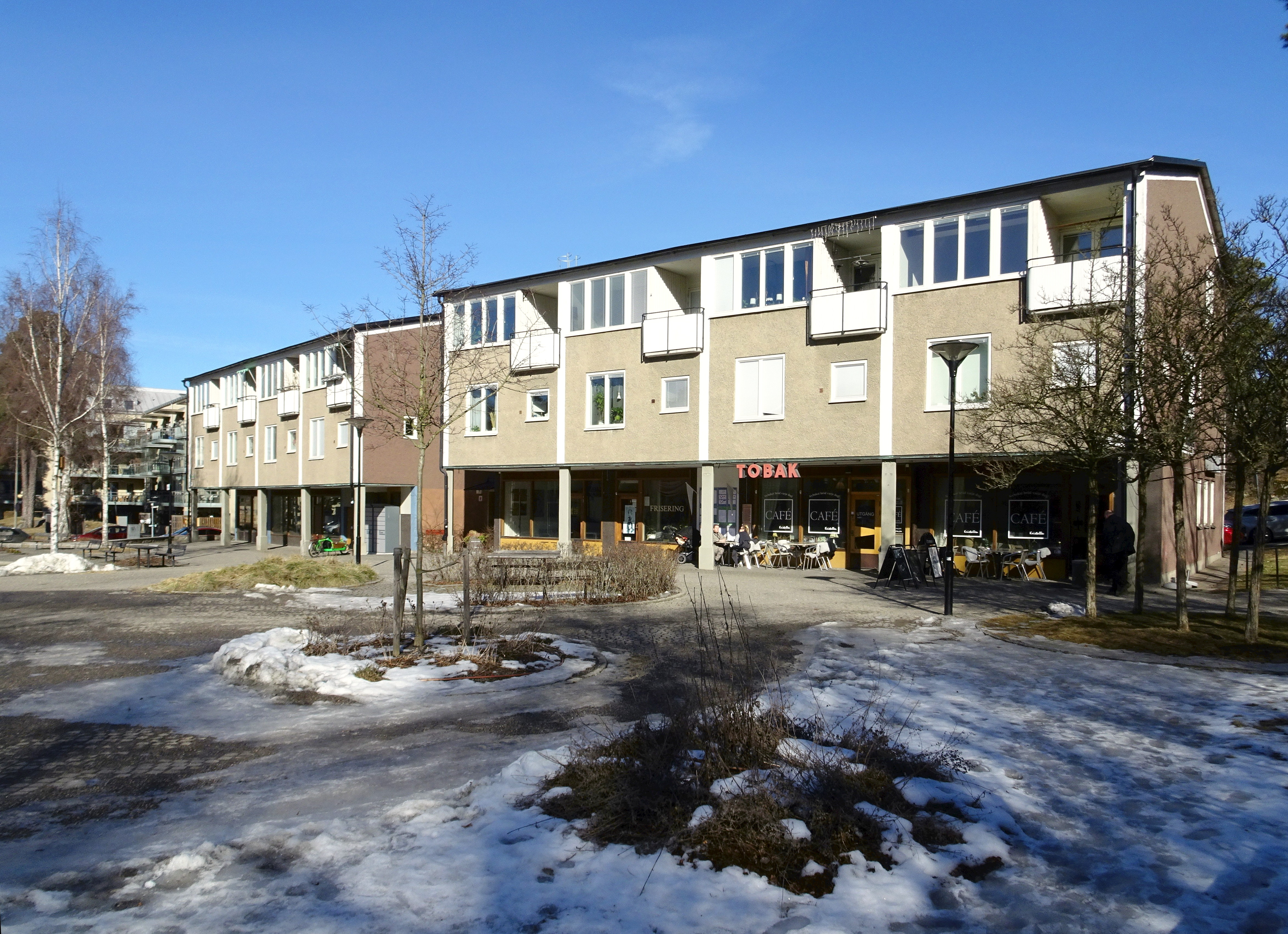
Kristalltorget, arkitekt Backström & Reinius.
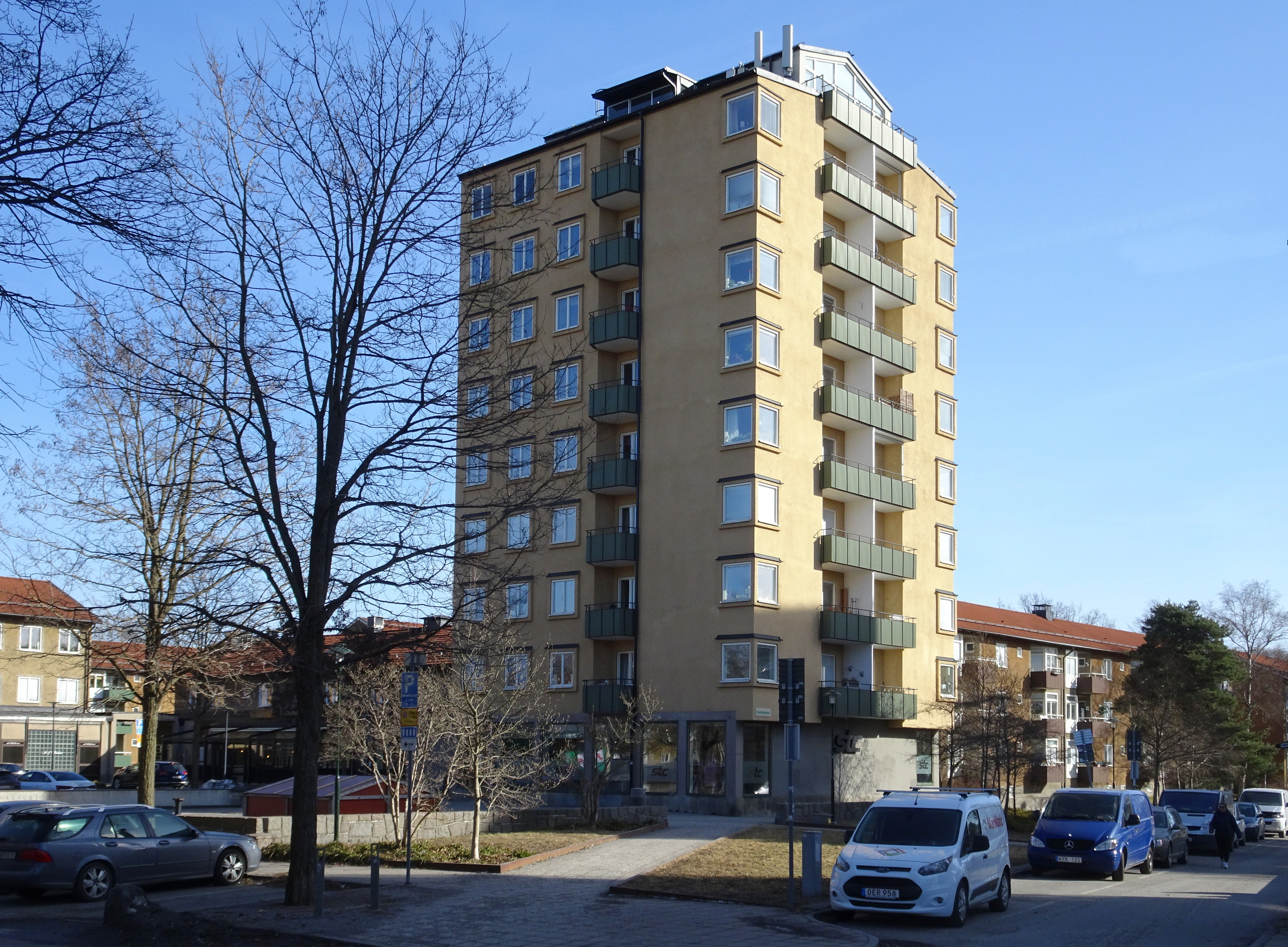
Klacktorget, arkitekt Paul Hedqvist.

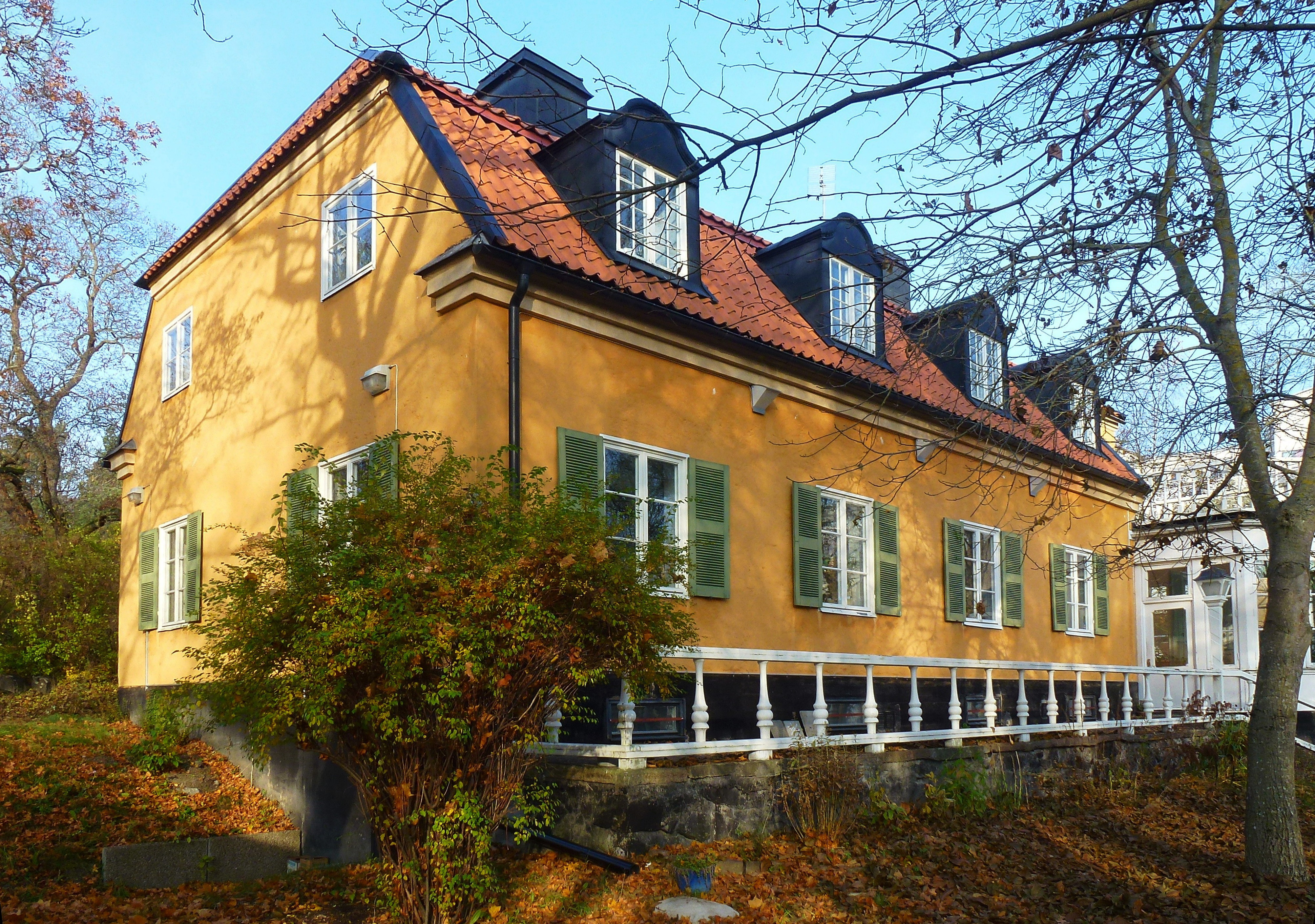
Solberga gård.
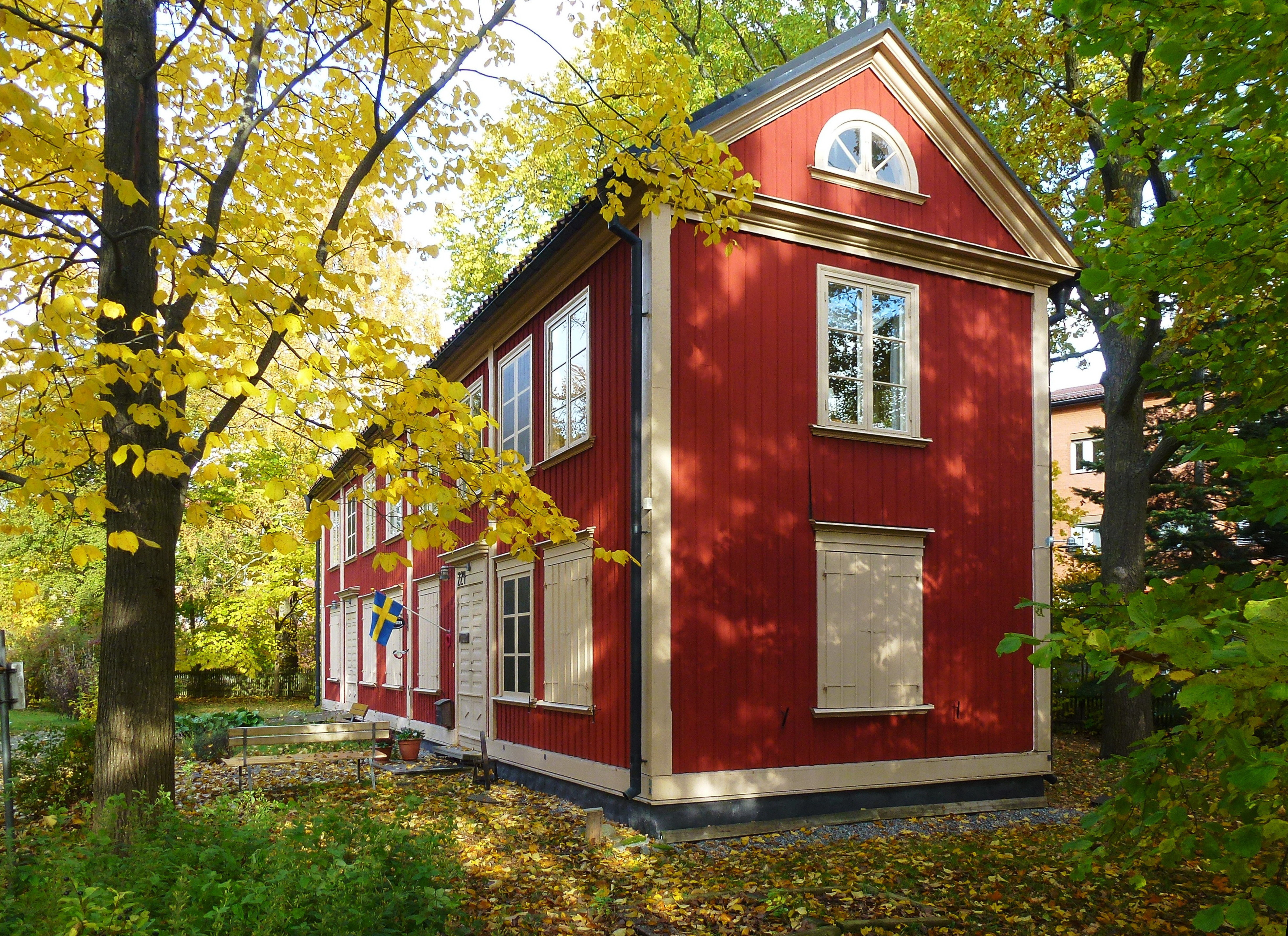
Lerkrogen.
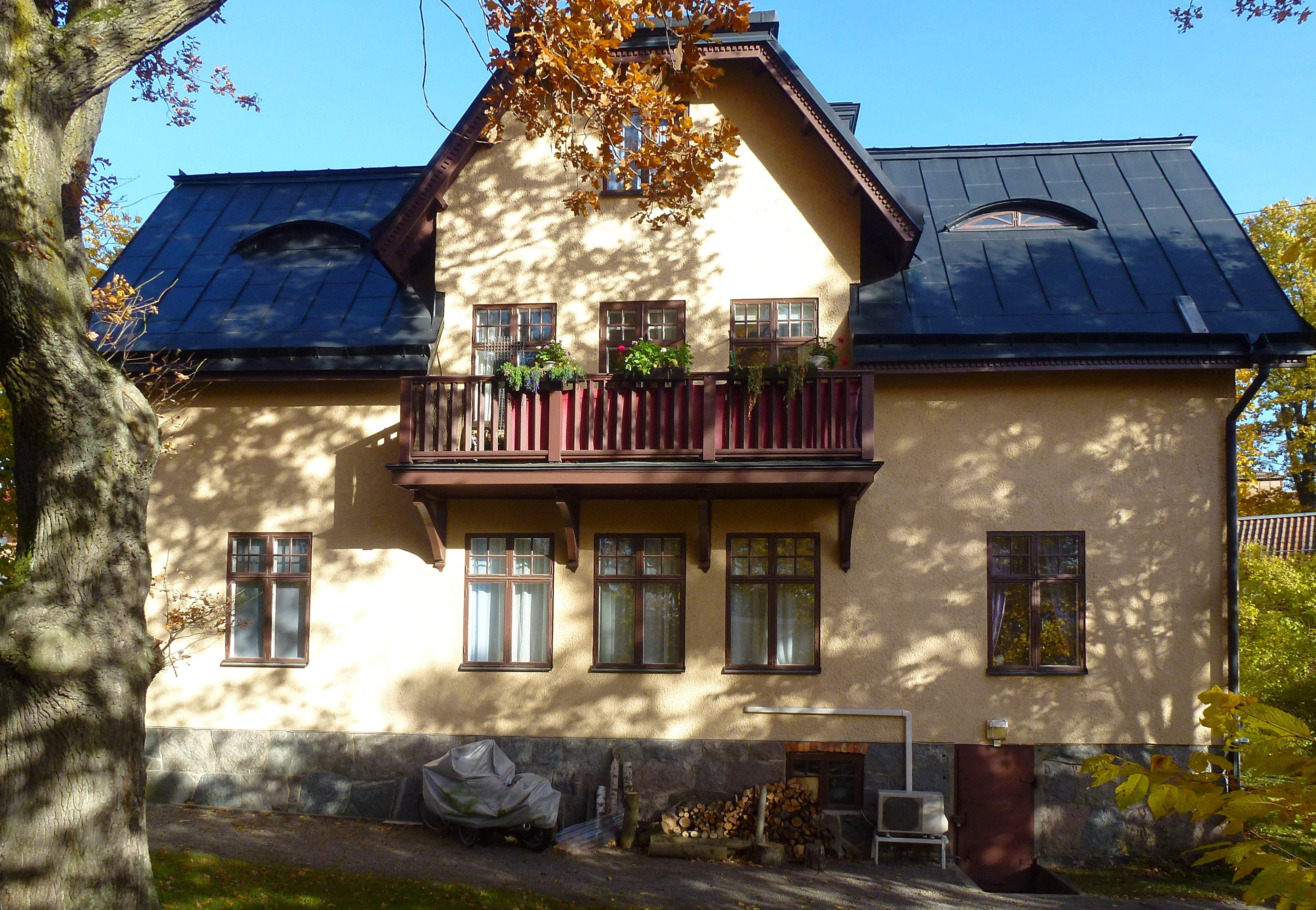
"Villa Elfhem" eller "Doktorsvillan".
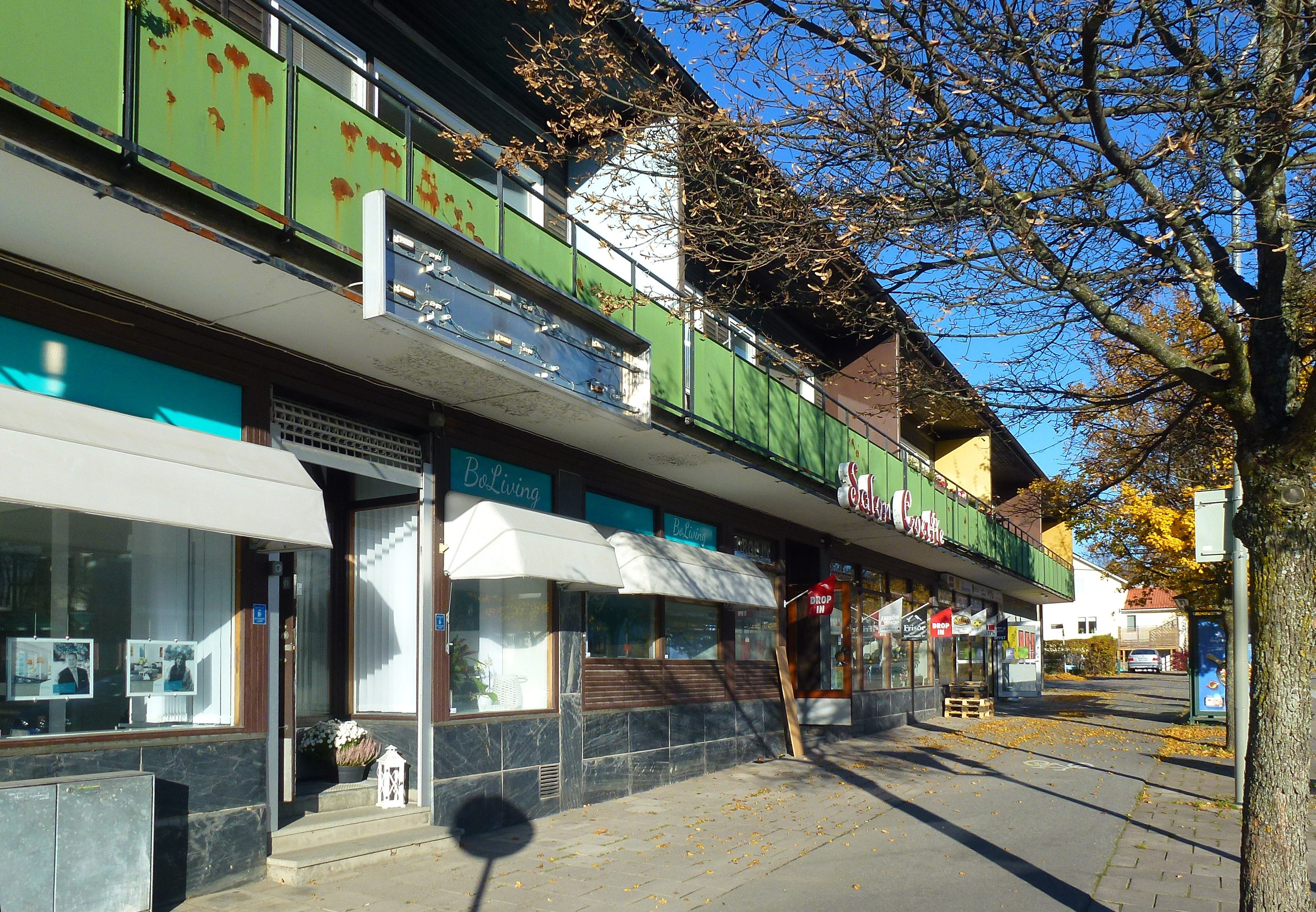
Kvarteret Broschen, arkitekt Ancker-Gate-Lindegren.

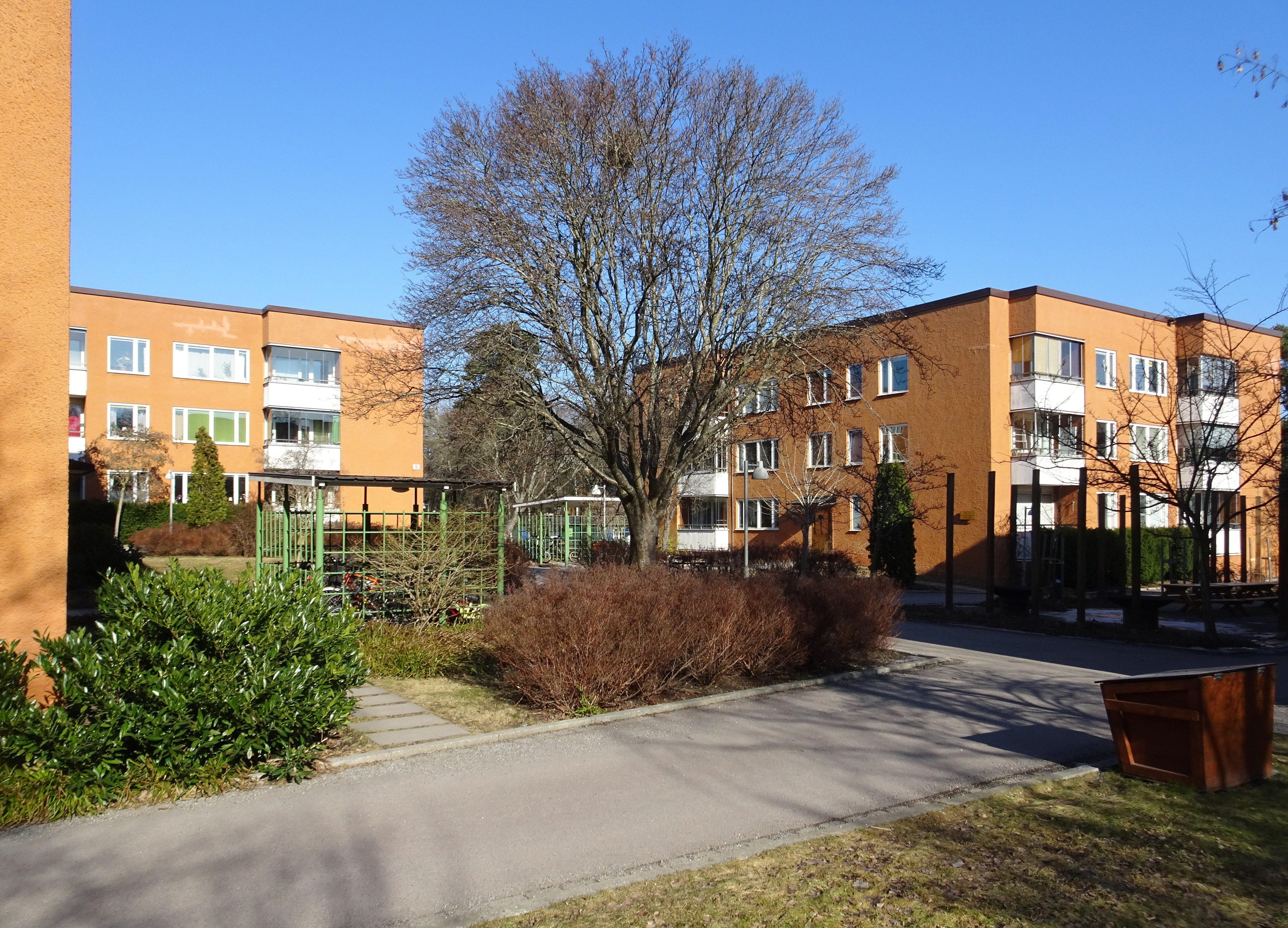
Apelsinlunden, arkitekt Lars Bryde.
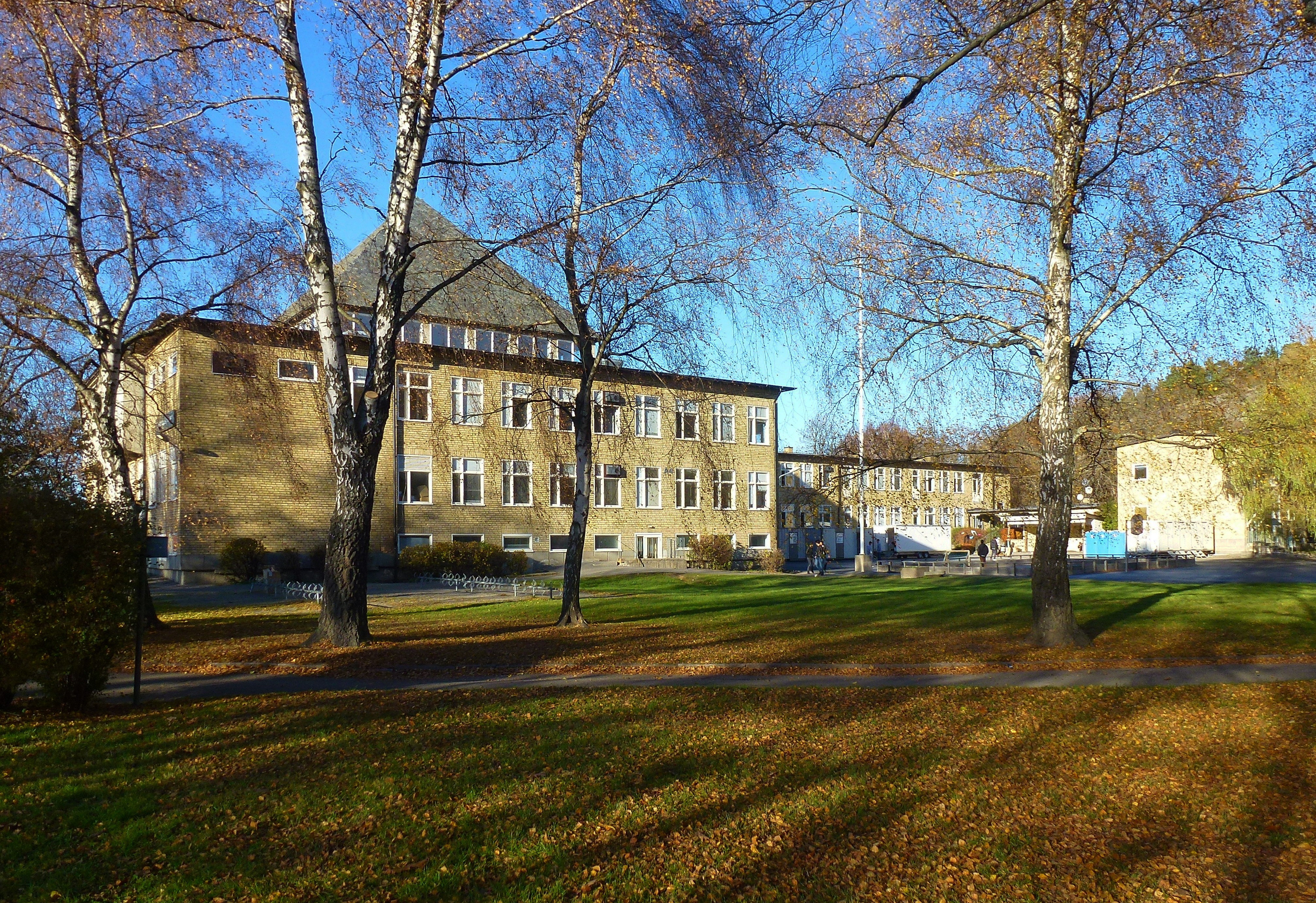
Kämpetorpsskolan, arkitekt Paul Hedqvist.
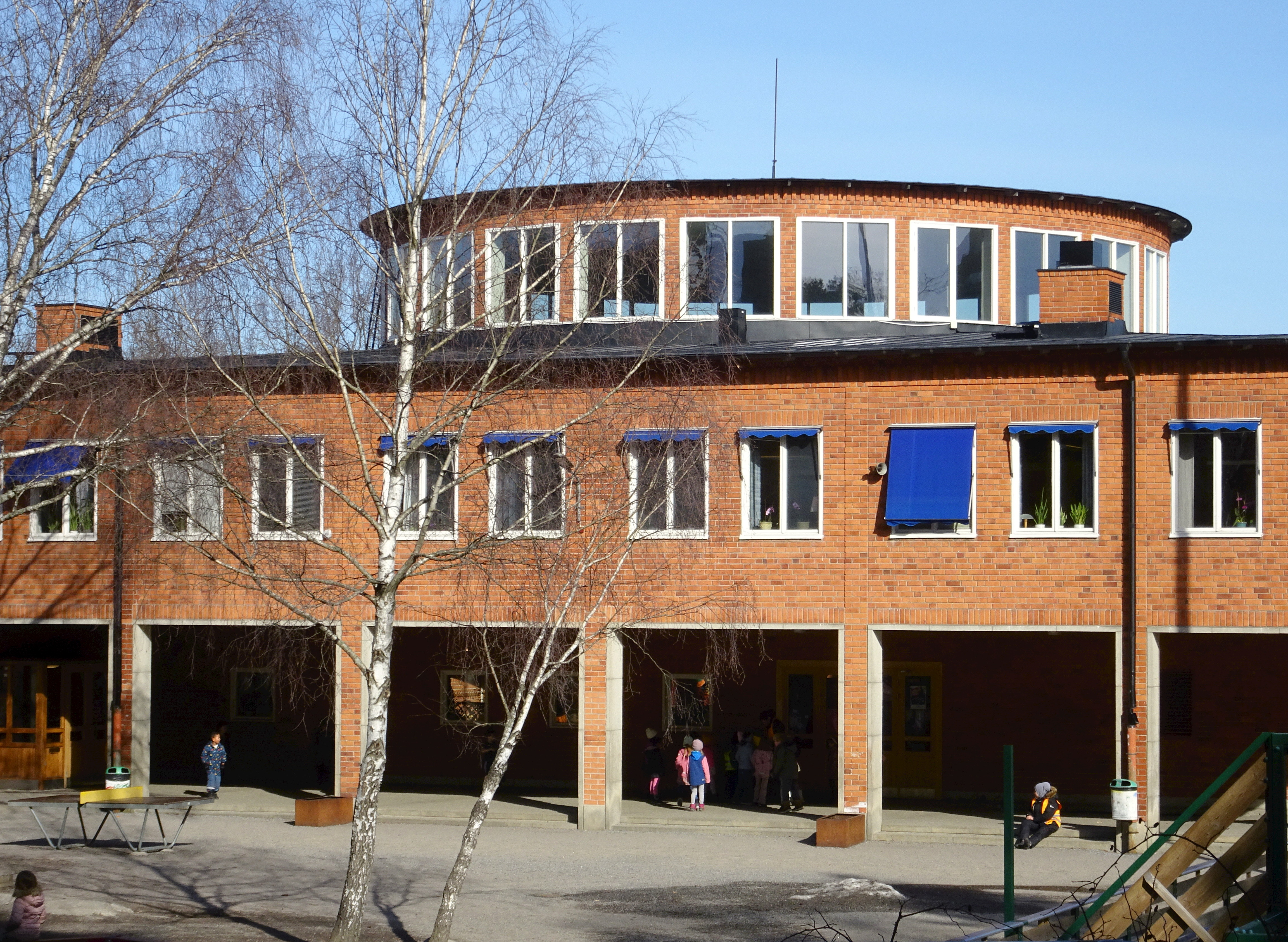
Solbergaskolan, arkitekt Paul Hedqvist.
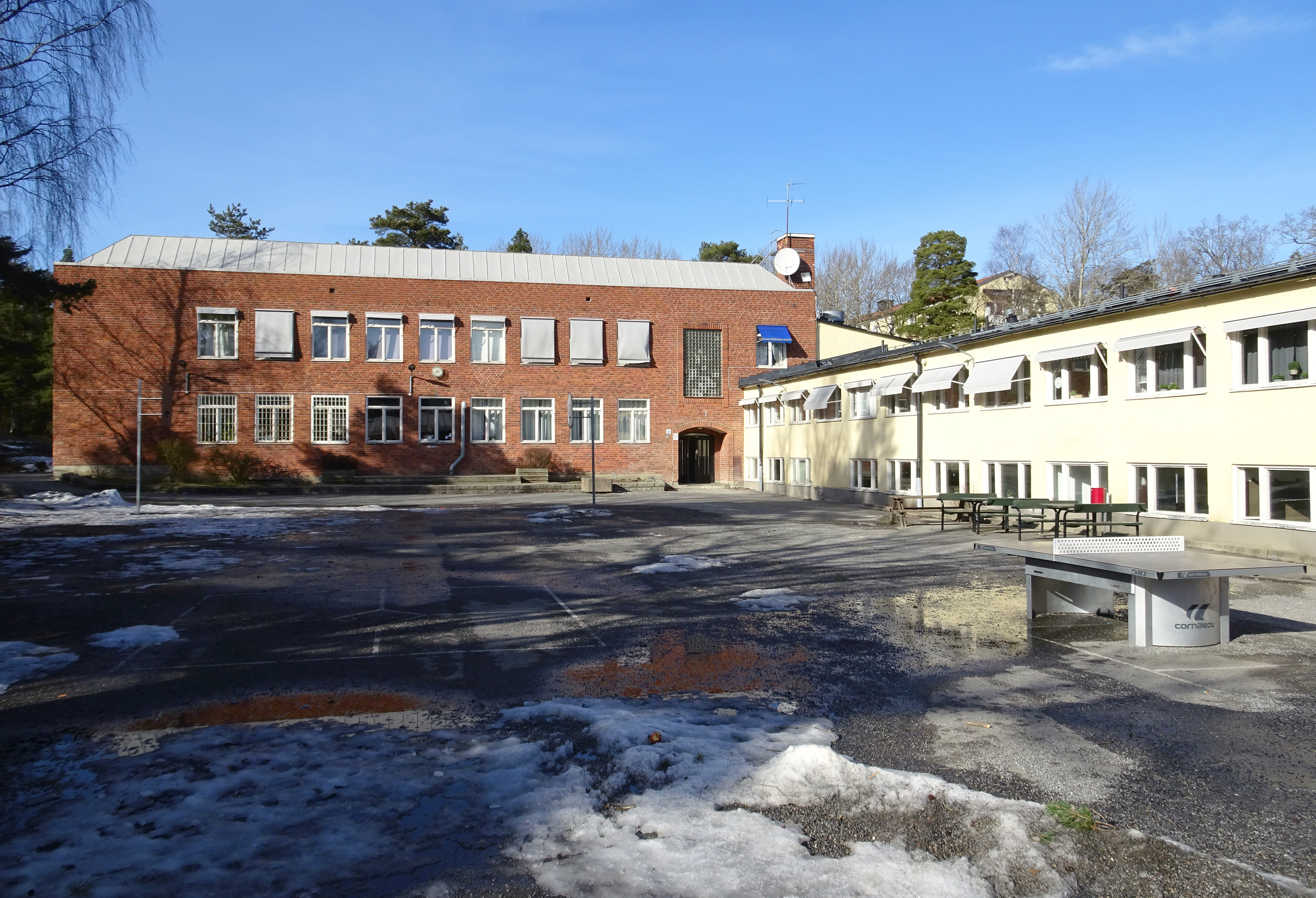
Dalskolan, arkitekt Tore Moxness.

## Demografi
År 2017 hade stadsdelen cirka 9 600 invånare, varav cirka 37,6 procent med utländsk bakgrund.

## Skolor
- Solbergaskolan, arkitekt Paul Hedqvist (1951-1953).
- Kämpetorpsskolan, arkitekt Paul Hedqvist (1952-1969).
- Dalskolan (Stockholm International Academy), arkitekt Tore Moxness (1955).

## Idrott
Det fanns två lokala fotbollsföreningar, Solberga Bk (startad 1967) och Solberga FF, som inte finns kvar idag. Den startades som FC Dynamo Älvsjö i oktober 2008, men valde efter en säsong att byta namn till Solberga FF. Solberga Bk har idag både ett herrlag och ett damlag. Verksamheten är breddfotboll och bedriver verksamheten på Solberga Bollplan.